# Ruta Estatal de Nevada 880
La Ruta Estatal de Nevada 880, y abreviada SR 880 (en inglés: Nevada State Route 880) es una carretera estatal estadounidense ubicada en el estado de Nevada. La carretera inicia en el Oeste desde la SR 445     en Orr Ditch hacia el Este en la SR 445 . La carretera tiene una longitud de 0,9 km (0.565 mi).

## Mantenimiento
Al igual que las autopistas interestatales, y las rutas federales y el resto de carreteras estatales, la Ruta Estatal de Nevada 880 es administrada y mantenida por el Departamento de Transporte de Nevada por sus siglas en inglés Nevada DOT.